# Embargo Act of 1807

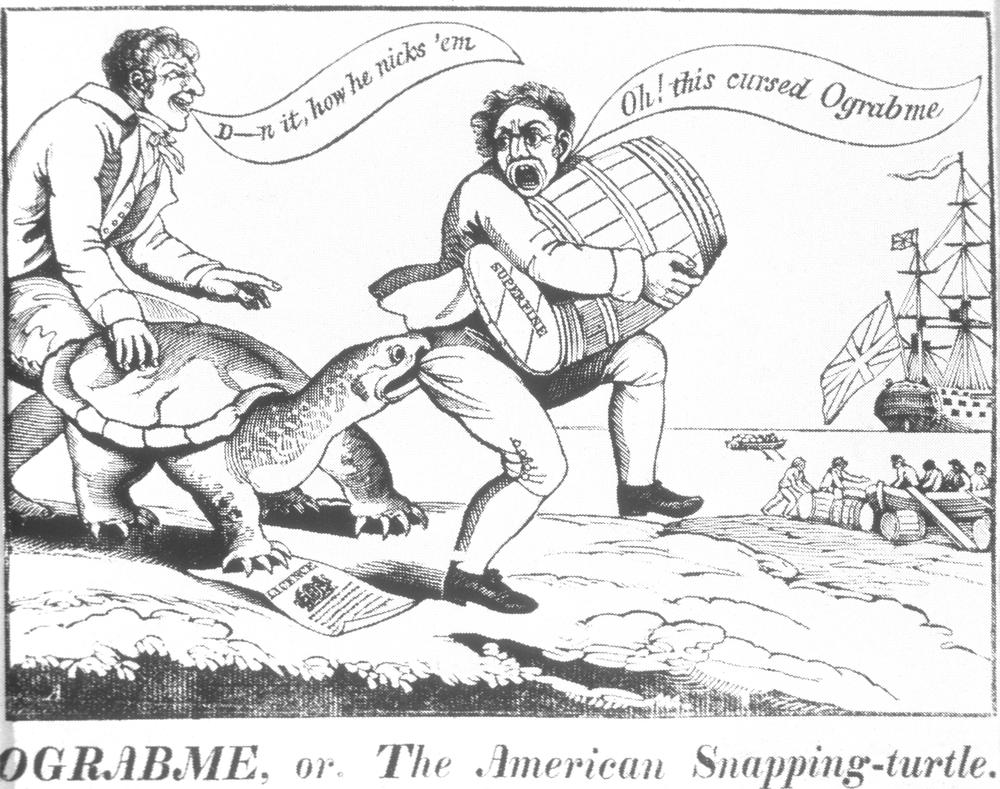
Politisk karikatyr med "Ograbme", ordet "Embargo" stavat baklänges. I New England talade pressen också om Dambargo, Mob-Rage, eller Go-bar-'em.

Embargo Act of 1807 var ett embargo som USA utfärdade mot Storbritannien och Frankrike under Napoleonkrigen., sedan man ansett att den amerikanska neutraliteten kränkts. Amerikanska handelsmän hade blivit bortförda, och lasten beslagtagits. Den hårt pressade brittiska flottan hade tvingat amerikanska sjömän att arbeta på brittiska krigsskepp. Storbritannien och Frankrike menade att dessa plundringar var nödvändiga för deras egen överlevnad. USA hänvisade till Chesapeake-Leopard-affären som ett exempel på brittisk kränkning av USA:s neutralitet. Diplomatiska förolämpningar användes av USA som stöd för krigsförklaring. Ilskna medborgare kastade om bokstäverna i ordet  “Embargo” till “O Grab Me.”
President Thomas Jefferson agerade återhållsamt. Han rekommenderade USA:s kongress att svara med ekonomisk krigföring i stället för att mobilisera militärt. Lagen undertecknades den 22 december 1807.  Effekten av var tänkt att – genom att orsaka ekonomiska svårigheter för Storbritannien och Frankrike – straffa britterna och fransmännen, och tvinga dem att lämna den amerikanska sjöfarten i fred, respektera USA:s neutralitet, och sluta med tvångsvärvningar. Embargot blev dock både diplomatiskt och ekonomiskt fiasko  I stället drabbades USA:s ekonomi och folk hårt.

### Fotnoter
1. 1 2  Kaplan, 1958, p. 345
2. 1 2  Perkins, 1968, p. 320
3. ↑  Levy, 1975, p. 343
4. ↑  Kaplan, 1958, p. 355
5. ↑  Perkins, 1968, p. 317
6. ↑  Kaplan, 1958, p. 346
7. ↑  David M. Kennedy; Lizabeth Cohen; Thomas A. Bailey (2009). The American Pageant: A History of the Americah People: To 1877. Cengage Learning. sid. 241. http://books.google.com/books?id=gwP8bQsT908C&pg=PA241
8. ↑  Perkins, 1968, p. 317–318
9. ↑  Kaplan, 1958, p. 347–348
10. ↑  Perkins, 1968, p. 323
11. ↑  Hofstadter, 1948, p. 279
12. ↑  Kaplan, 1958, p. 347
13. ↑  Hofstadter, 1948, 279
14. ↑  Perkins, 1968, p. 331
15. ↑  Perkins, 1968, p. 328–329
16. ↑  Levy, 1975, p. 314–315